# Serrasalmo
Serrasalmo és un gènere de peixos de la família dels caràcids i de l'ordre dels caraciformes.

## Taxonomia
- Serrasalmo emarginatus (Jardine, 1841)
- Serrasalmo scotopterus (Jardine a Schomburgk, 1841)
- Serrasalmo stagnatilis (Jardine & Schomburgk in Schomburgk, 1841)
- Serrasalmo undulatus (Jardine a Schomburgk, 1841)[3][4][5][1]